# Dominik Yankov
Dominik Yankov (en bulgare : Доминик Янков), né le 28 juillet 2000 à Toronto en Ontario au Canada est un footballeur international bulgare qui évolue au poste de milieu offensif au HNK Rijeka.

## Biographie

### En club
Dominik Yankov est notamment formé par l'académie du Sunderland AFC pendant trois ans avant de rejoindre le centre de formation du Ludogorets Razgrad. 
En février 2018, Yankov est intégré à l'équipe première. Il joue son premier match en professionnel le 12 mai 2018 face au Levski Sofia. Il entre en jeu à la place de Wanderson et les deux équipes font match nul (2-2).
En août 2019, Dominik Yakov est prêté au Botev Vratsa jusqu'à la fin de l'année avec une option pour prolonger le prêt jusqu'à la fin de la saison. 

### En équipe nationale
Dominik Yankov honore sa première sélection avec l'équipe nationale de Bulgarie le 8 octobre 2020 contre la Hongrie. Yankov entre en jeu à la place de Todor Nedelev lors de cette rencontre perdue par les siens (1-3).

## Palmarès
Ludogorets Razgrad
- Championnat de Bulgarie (1) :
  - Champion : 2020-21.
- Supercoupe de Bulgarie (1) :
  - Vainqueur : 2021.